# 伊丽莎白·德克斯
伊丽莎白·德克斯（英語：Elizabeth Dekkers，2004年5月6日—），澳大利亚女子游泳运动员，主攻蝶泳。她曾代表澳大利亚参加2022年英联邦运动会游泳比赛，获得女子200米蝶泳金牌。